# Torche à plasma (astronautique)
Pour les articles homonymes, voir Torche à plasma (homonymie).
La torche à plasma pour l'astronautique est un moyen d'essai destiné à produire un gaz à quelques milliers de degrés et à haute pression pour tester les matériaux utilisés en hypersonique, en particulier pour la rentrée atmosphérique.
Ce type de moyen est également baptisé jet de plasma ou, en anglais, arcjet ou arc heater.

## Histoire

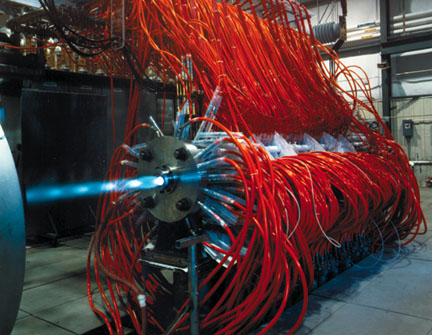
Torche à plasma segmentée HEAT H3 de l'Arnold Engineering Development Complex. Chaque segment possède son propre système de refroidissement (tuyaux rouges). On aperçoit les disques de Mach de l'écoulement généré.

Ce type de moyen a été créé dans les années 1950 par l'US Air Force pour tester les matériaux utilisés sur les corps de rentrée balistiques. Un exemple fameux est le REentry NoseTip (RENT) de puissance 10 MW construit par l' Air Force Flight Dynamics Laboratory puis transféré à l'Arnold Engineering Development Complex, où il est resté en service jusque dans les années 1990,. Il a été remplacé par des moyens plus puissants comme le High Enthalpy Arc Test (HEAT H3) (70 MW) en 1995. Ce type de nouveau moyen fait appel à une nouvelle technologie, celle de la segmentation des électrodes (voir ci-dessous), mise au point sur le HEAT H1.
En France, ce type de moyen a été développé en 1979 par l'Aérospatiale avec le JP200 (4 × 5 MW), configuration originale de quatre générateurs en parallèle développés antérieurement sous le nom de JP50.
Par la suite des moyens plus puissants ont fait leur apparition pour le domaine civil. On peut citer le Interaction Heating Facility (60 MW) de la NASA à Ames Research Center et Scirocco (70 MW) au Centre italien de recherche aérospatiale (CIRA), moyen financé par l'ESA et mis en service en 2001.

## Fonctionnement du générateur

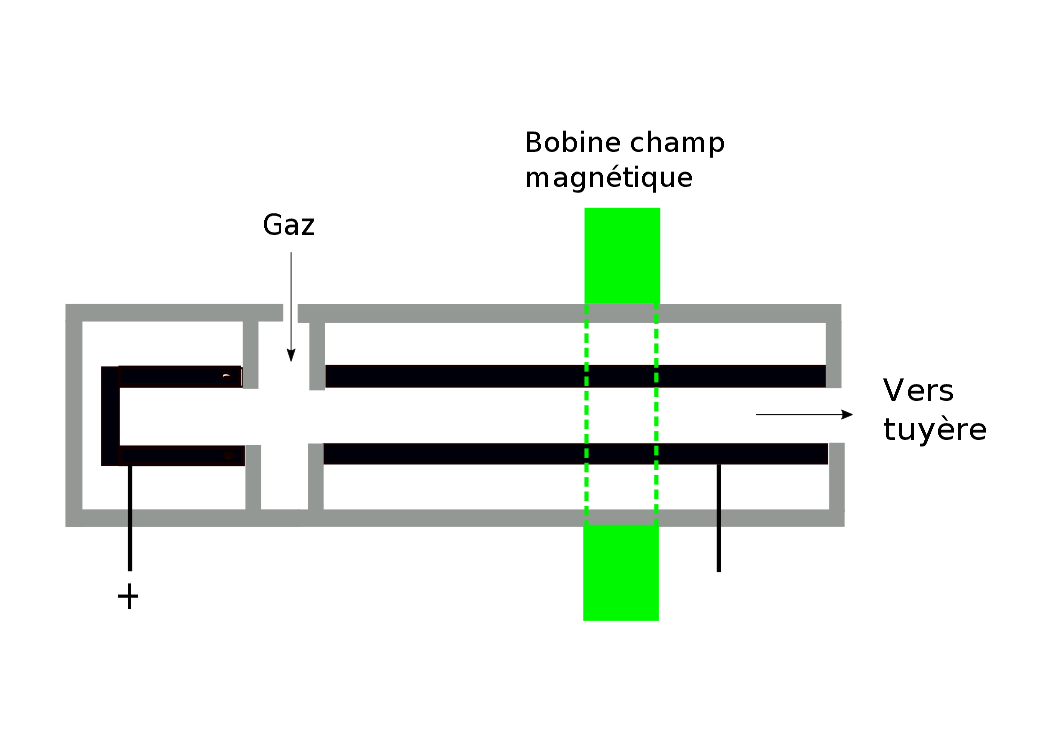
Torche à plasma de type Huels. La bobine magnétique est destinée à faire tourner le pied d'arc..
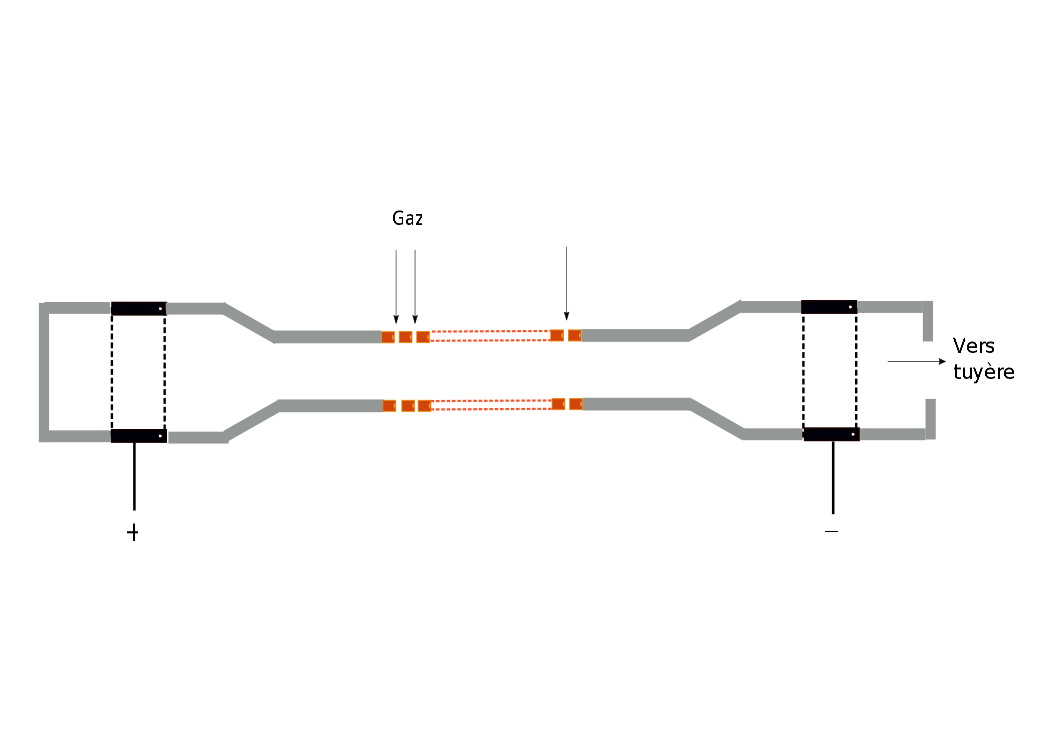
Torche à plasma à électrodes segmentées. Chaque segment comporte son propre injecteur de gaz..

Le but d'un tel générateur, indépendamment de la tuyère qui lui sera associée, est de produire un gaz à quelques milliers de degrés et haute pression qui, après le passage dans une tuyère supersonique sera projeté sur une maquette ou un échantillon de matériau.
Dans le générateur le milieu créé par la décharge est un plasma froid caractérisé par une température électronique beaucoup plus élevée que celle des particules lourdes : atomes, molécules ou ions. Au contraire dans le jet servant au test on s'efforce de créer un milieu à l'équilibre thermodynamique, représentatif de l'écoulement rencontré en vol.
L'arc est produit sous une différence de potentiel de plusieurs dizaines de milliers de volts et un courant de quelques milliers d'ampères. Le rendement est de 50 à 90 % dans le gaz suivant la pression de fonctionnement p, pouvant atteindre une centaine de bars. L'enthalpie du gaz h est de l'ordre de la dizaine de MJ / kg et le débit gazeux du kg / s. Le reste de l'énergie consommée sert à échauffer la paroi qui peut recevoir plusieurs dizaines de MW / m2. C'est cet aspect qui limite la montée en puissance. Cette contrainte s'exprime par une loi empirique
{\displaystyle hp^{n}=C^{ste}\,,\;\;\;n\simeq 0{,}4}
La constante est caractéristique de la technologie employée.
La vitesse de l'écoulement dans le générateur étant faible, la pression (mesurée directement) et l'enthalpie (mesurée par bilan d'énergie ou par la méthode aérodynamique) peuvent être prises pour valeurs génératrices pour l'écoulement en aval.
| Moyen    | Opérateur         | Puissance (MW) | Enthalpie (MJ/kg) | Pression (atm) | Débit (kg/s) | Mach tuyère(s) | Φ sortie (mm) |
| -------- | ----------------- | -------------- | ----------------- | -------------- | ------------ | -------------- | ------------- |
| RENT     | Retiré du service | 10             | 2.5               | 125            | 3            | 2              | 25            |
| HEAT H3  | AEDC              | 70             | 20                | 115            | 2-10         | 1.8-3.5        | 28-102        |
| Scirocco | CIRA              | 70             | 25                | 16             | 0.1-3.5      | 12             | 900-1950      |
| IHF      | NASA              | 60             | 2-28              | 1-9            | 0.03-1.7     | 5.5-7.5        | 76.2-1041     |

## Essais

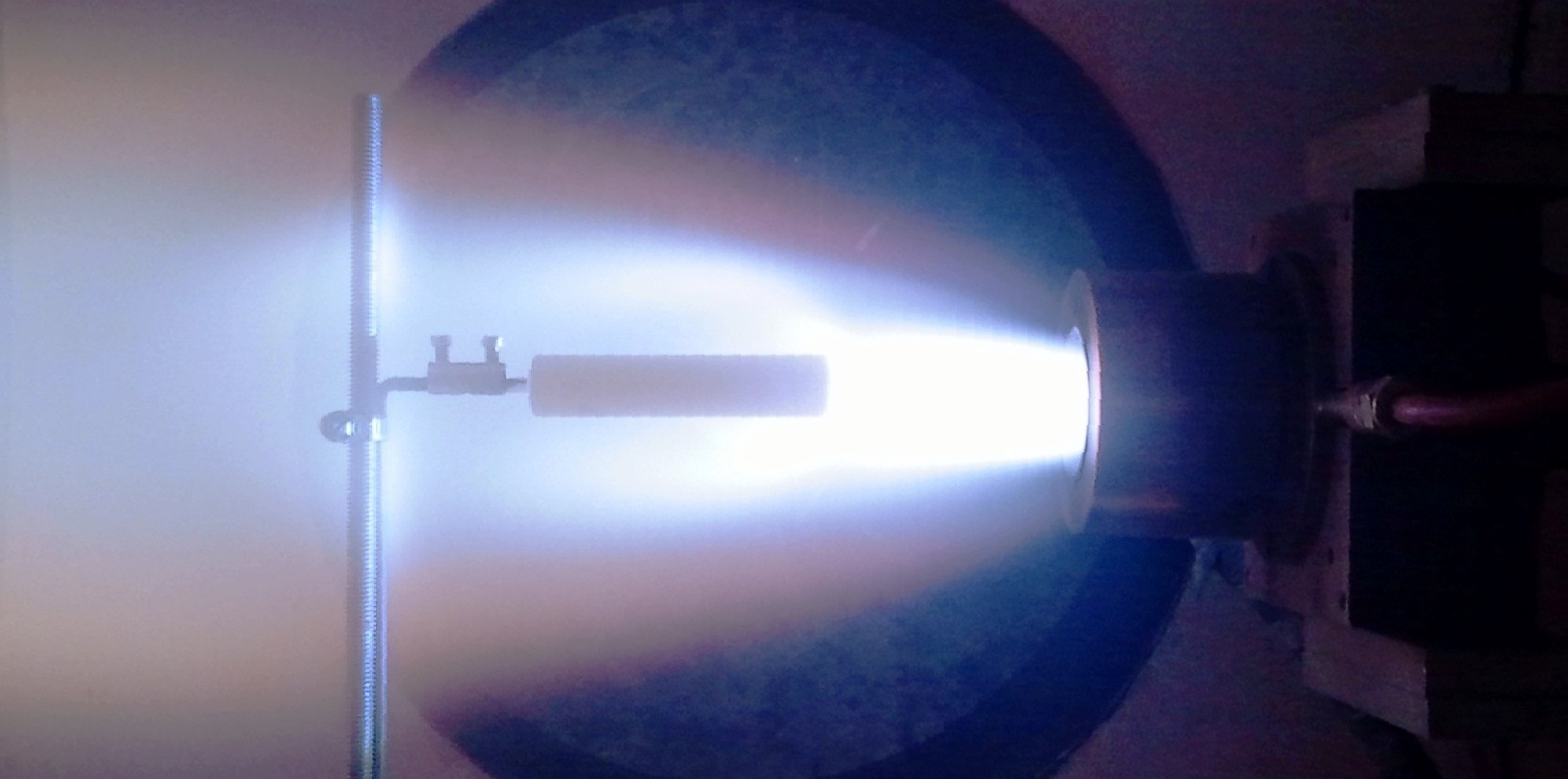
Essai en point d'arrêt.

Certains essais s'effectuent à l'air libre dans une région de l'espace non perturbée par la détente du jet sortant de la tuyère avec le milieu extérieur. Dans les essais à faible pression statique il est nécessaire de disposer d'une chambre d'expérience dotée d'un extracteur destiné à maintenir cette pression au cours de l'essai.
Les montages d'essai peuvent prendre des formes très variées. La plus simple consiste à présenter l'échantillon ou maquette à la sortie de tuyère, une configuration dite « en point d'arrêt ».
Des considérations élémentaires montrent que la taille maximale de l'éprouvette d'essai varie comme la racine carrée de la puissance, ce qui constitue une importante limitation.
D'une façon générale les écoulements générés par ce type de moyen ne sont pas parfaitement homogènes et fluctuent dans le temps, ceci étant d'autant plus vrai que la pression augmente.

## Autres utilisations

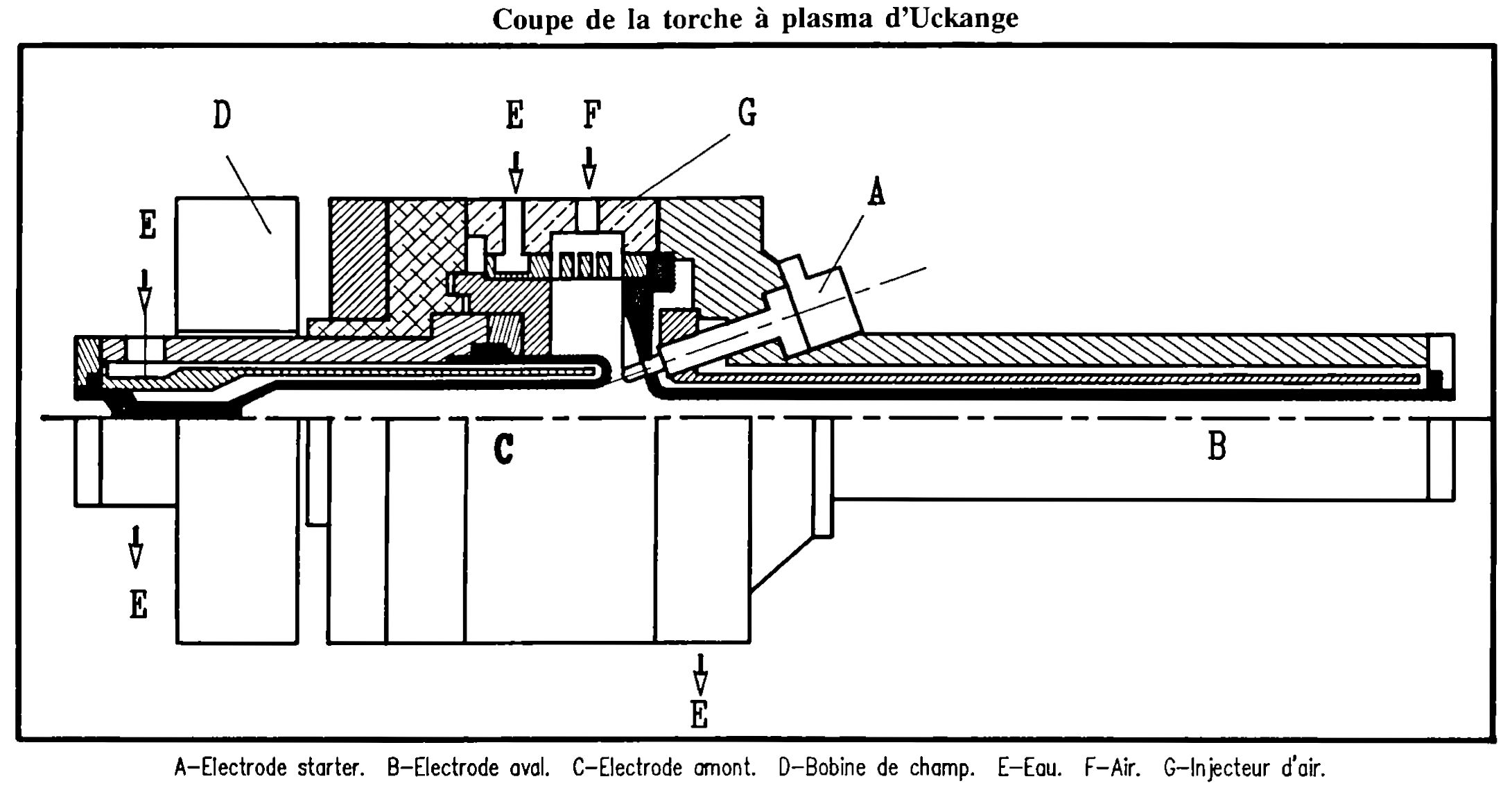
Plan d'une torche à plasma fournie par l'Aérospatiale et utilisée à l'usine sidérurgique d'Uckange.

En sidérurgie, les torches à plasma ont été évaluées comme un moyen de pousser l'injection charbon au haut fourneau. Premièrement testées sur un haut fourneau à ferromanganèse de la SFPO à Boulogne-sur-Mer, l'injection a été ensuite évaluée largement à la fin des années 1980 à l'usine sidérurgique d'Uckange. Six torches de 1,9 MW chacune, fournies par l'Aérospatiale (département devenu Europlasma en 1992), ont permis de pousser la température du vent chaud soufflé aux tuyères jusqu'à 1 307 °C, permettant des taux d'injection de charbon pulvérisé de plus de 200 kg/t de fonte, une performance remarquable à cette époque. Depuis, la technologie a été abandonnée, l'injection d'oxygène pur dans le vent permettant d'obtenir des injections de charbon semblables à moindre coût.
Au début du XXIe siècle, l'intérêt des torches à plasma renaît, en raison de leur capacité à fournir un vent chaud sans utiliser de combustible fossile. La sidérurgie évalue ainsi cette technique à différentes étapes de la production (four à arc électrique, usine d'agglomération, haut fourneau,…)